# In Love for a While
«In Love for a While» (укр. «У любові на деякий час») — пісня швейцарської співачки Анни Россінеллі, з якою вона представляла Швейцарію на пісенному конкурсі Євробачення 2011. Композиція отримала 19 балів, і посіла останнє, 25 місце .